# La Plana (Torallola)
La Plana és una plana agrícola constituïda per camps de conreu de secà del terme municipal de Conca de Dalt, a l'antic terme de Toralla i Serradell, al Pallars Jussà, en territori que havia estat del poble de Torallola.
Està situada a llevant de Torallola, a l'esquerra del barranc de Saülls. És al nord-est del Serrat del Tossal i al nord de l'Espinosa, al nord-oest de Somera.